# Zorg en Zekerheid Leiden in het seizoen 2013-14
In het seizoen 2013-14 speelde Zorg en Zekerheid Leiden in de Dutch Basketball League. In de Eredivisie werd de club 4e en verloor het in de halve finale van de play-offs van GasTerra Flames met 3–2. In de NBB-Beker bereikte de Leidenaren de finale, maar ook daarin waren de Groningers te sterk. Eindstand in de bekerfinale werd 79–71. In de EuroChallenge-campagne eindigde ZZ op de 4e plaats in groep G, met twee gewonnen wedstrijden.

## Transfers
Aangetrokken en vertrokken spelers aan het begin van het seizoen 2013-14.
| Speler            | Positie | Vertrokken naar |
| ----------------- | ------- | --------------- |
| Joshua Duinker    | C       | Cáceres Basket  |
| Whit Holcomb-Faye | PG      | Aris Leeuwarden |
| Jason Conrad      | C       | Chico State     |

| Speler           | Positie | Vertrokken naar    |
| ---------------- | ------- | ------------------ |
| Patrick Hilliman | C       | Sint-Jan Antwerpen |
| Ross Bekkering   | C       | GasTerra Flames    |
| Antoine Young    | G       | Geen club          |
| Arvin Slagter    | G       | GasTerra Flames    |

## Selectie
Tien spelers die vorig seizoen ook deel uitmaakten van het Leidse kampioensteam keerden terug. Arvin Slagter en Ross Bekkering vertrokken voor het seizoen 2013-14 naar GasTerra Flames, waarop Joshua Duinker en Whit Holcomb-Faye werden aangetrokken. Nadat ZZ halverwege het seizoen op de 6e plaats stond werden twee buitenlandse versterkingen aangetrokken in DeJuan Wright, ex-EiffelTowers Den Bosch speler en center Kevin Thompson.
| Nr. | Naam               | Nationaliteit                | Positie         | Lengte | Vorig seizoen              |                                                           |
| --- | ------------------ | ---------------------------- | --------------- | ------ | -------------------------- | --------------------------------------------------------- |
| –   | Toon van Helfteren | Nederland                    | Coach           | –      | Zorg en Zekerheid Leiden   |                                                           |
| –   | Raoul Straathof    | Nederland                    | Assistent-coach | –      | Zorg en Zekerheid Leiden   |                                                           |
| 4   | Yannick Franke     | Nederland                    | PG / SG         | 1,90   | Zorg en Zekerheid Leiden 2 | Vertrok in december 2013 naar Challenge Sports Rotterdam. |
| 4   | DeJuan Wright      | Verenigde Staten             | SG              | 1,91   | BC Orchies                 | Halverwege het seizoen aangetrokken.                      |
| 5   | Kasper Averink     | Nederland                    | SG              | 1,83   | Zorg en Zekerheid Leiden   |                                                           |
| 6   | Worthy de Jong     | Nederland                    | SG              | 1,94   | Zorg en Zekerheid Leiden   |                                                           |
| 7   | Jaron Dijkhuizen   | Nederland                    | PF              | 1,95   | Zorg en Zekerheid Leiden   |                                                           |
| 8   | Joshua Duinker     | Australië / Nederland        | C               | 2,10   | Cáceres Basket             |                                                           |
| 9   | Mike Schachtner    | Verenigde Staten             | PF / SF         | 2,00   | Zorg en Zekerheid Leiden   |                                                           |
| 10  | Thomas Breel       | Nederland                    | F               | 1,97   | Zorg en Zekerheid Leiden   |                                                           |
| 11  | Mohamed Kherrazi   | Nederland / Marokko          | PF              | 2,00   | Zorg en Zekerheid Leiden   |                                                           |
| 12  | Bas Nelemans       | Nederland                    | C               | 2,06   | Zorg en Zekerheid Leiden   |                                                           |
| 13  | Whit Holcomb-Faye  | Verenigde Staten             | PG              | 1,85   | Aris Leeuwarden            |                                                           |
| 14  | Sean Cunningham    | Nederland / Verenigde Staten | SG / PG         | 1,88   | Zorg en Zekerheid Leiden   |                                                           |
| 15  | Kevin Thompson     | Verenigde Staten             | C               | 2,05   | Morgan State               | Aangetrokken halverwege het seizoen.                      |
| 15  | Jason Conrad       | Verenigde Staten             | C               | 2,13   | Chico State                | Weggestuurd halverwege het seizoen.                       |